# Ceylonthelphusa callista
Ceylonthelphusa callista е вид ракообразно от семейство Gecarcinucidae. Видът е критично застрашен от изчезване.

## Разпространение
Разпространен е в Шри Ланка.